# 閃光革鰺
閃光革鰺（学名：Oligoplites refulgens），為輻鰭魚綱鱸形目鱸亞目鰺科似鰺屬下的一個種，分布於東太平洋區，從墨西哥至厄瓜多海域，體呈紡錘型且側扁，背鰭2個，體被小圓鱗，尾鰭叉形，為黃色，背部深灰色，腹部銀白色至藍灰色，背鰭褐色、胸鰭黃色、臀鰭白色，體長可達25公分，成魚主要棲息在沿海泥底質的半鹹水及海域，背鰭及臀鰭硬棘具有毒腺，可忍受低鹽分水域，可做為食用魚。